# استنلی کول (بازیکن واترپلو)
استنلی کول (انگلیسی: Stanley Cole؛ ۱۲ اکتبر ۱۹۴۵ – ۲۶ ژوئیهٔ ۲۰۱۸) ورزشکار واترپلو اهل ایالات متحده آمریکا بود.
وی در مسابقات کشوری و بین‌المللی در مجموع برندهٔ ۱ مدال برنز شده‌است.